# Teucrium campanulatum
Teucrium campanulatum és una espècie de planta herbàcia de la família de les Lamiàcies.

## Descripció

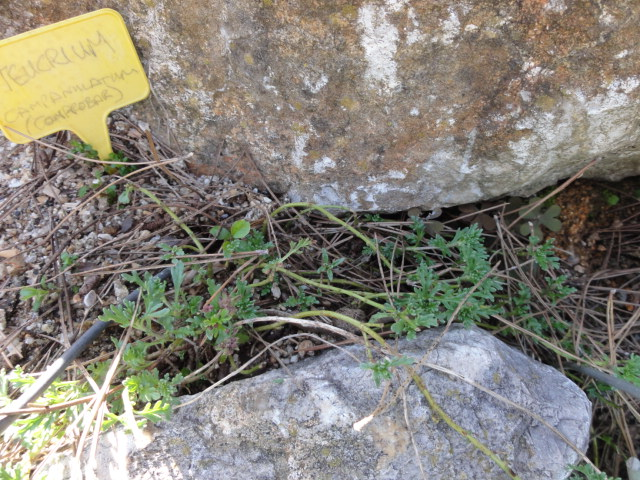
Visió propera

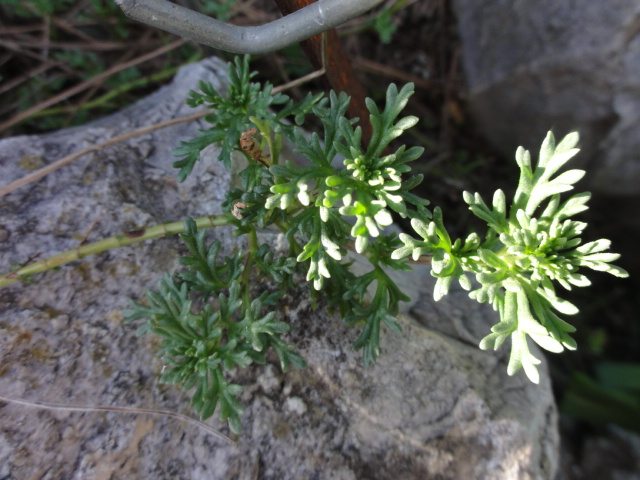
Detall de Teucrium campanulatum.

Arbust de 10 a 45 cm d'alçada, erecte o decumbent, a vegades amb rizomes, amb braquiblasts com a òrgans hivernants. Les tiges són herbàcies, a vegades estriades, erectes o ascendents; els individus joves posseeixen pèls retrorsos, després glabrescents; els floríferes amb pèls retrorsos i glàndules esferoïdals. Les fulles mesuren 10-20 x 8-22 mm i són fasciculades, ovades, pinnatisectes i, en general, penta-sectes, de segments laterals tri-sectes, amb segments de 2-4 x 0,8-2 mm, plans o de marge revolut, oblongs, ovat-oblongs, aguts, cuneïformes, amb el feix rugós i el revers cobert per glàndules esferoïdals i alguns pèls corbs o circinats, i amb un pecíol d'uns 3 a 4 mm. La inflorescència, de 7 a 25 cm, està formada per 10-20 verticil·lastres de 2 a 4 flors. Les bràctees són sempre més llargues que les flors, que són hermafrodites, erectes, amb pedicels de 2 a 3 mm, amb pèls retrorsos, pèls circinats i glàndules esferoïdals. El calze, de 5 a 5,5 mm, és campanulat, no geperut, marró, acrescent, obert a la fructificació, amb dents de 2 a 2,5 mm, tan llargues o més curtes que el tub, triangulars, el central superior més ample, amb mucró d'1 a 1,5 mm, terminal, glabrescent, reticulat, o pubescent amb pèls antrorsos a la meitat inferior i retrorsos a la superior i el marge de les dents, o només amb pèls corbs en la base i el marge de les dents i alguns pèls circinats escampats. La corol·la, de 9 a 12 mm, té només un llavi, color lila o rosat amb un tub d'1,5 mm, molt curt, geperut, emarginat; la gola mesura uns 3 mm, i és rosada; els lòbuls latero-posteriors tenen 1,5 per 1 mm, oblongs, arrodonits, erectes, d'extrems divergents; els lòbuls laterals són d'1,5-2 x 1,5-2,5 mm, ovats, divergents i el lòbul central arriba a 4 mm i és espatulat, còncau, oblong, de base molt estreta. Els estams estan inserits a la base del tub, amb filaments erectes, papilosos. Els fruits són núcules, de 2,5 x 1,5 mm, el·lipsoides, reticulades, amb glàndules esferoïdals, amb àpex amb pèls corbs, de color castany. Floreix al maig i juny.

## Distribució i Hàbitat
Creix sobre substrats argilosos, llims, margues, guixos o sorres que s'entollen temporalment. S'estén des del nivell del mar fins als 600 m d'altitud.
Tot i la descripció original de Linné el 1753, que assenyala "Hàbitat a Orient", és espècie nativa de la regió mediterrània occidental i nord d'Àfrica (Marroc, Algèria, Tunísia i Líbia). És present al sud d'Espanya (citada d'Algesires el 1889, i no recol·lectada des d'aquesta data) i a la costa est i comarques interiors pròximes (amb les Illes Balears). També a la Itàlia adriàtica meridional i Sicília.

## Taxonomia
Teucrium campanulatum va ser descrita per Linné i publicada a Species Plantarum 2: 562. 1753.

### Etimologia
- Teucrium: nom genèric que deriva del grec τεύχριον, i després del llatí teucri, -ae  i teucrion, -ii, usat per Plini el Vell a Historia naturalis, 26, 35 i 24, 130, per a designar el gènere Teucrium, però també Asplenium ceterach, que és una falguera (25, 45).[5] Hi ha altres interpretacions que deriven el nom de Teucri, - ia, - ium dels troians, ja que Teucre era fill del riu Escamandre i la nimfa Idaia, i va ser l'avantpassat llegendari dels troians, de manera que aquests últims sovint són anomenats teucrios.[6] Però també Teucrium podria referir-se a Teûkros, en llatí Teucri, és a dir, Teucre, fill de Telamó i Hesione i mig germà d'Àiax el Gran, i que van lluitar contra Troia durant la guerra del mateix nom, durant la qual va descobrir la planta al mateix període en què Aquil·les, segons la llegenda, va descobrir l'Achillea.[7]
- campanulatum: epítet llatí que fa al·lusió a la forma calze ("calyce campanulato") a la diagnosi original de Linné.

### Citologia
Nombre de cromosomes de Teucrium campanulatum: 2n=30.

### Sinonímia
- Melosmon campanulatum (L.) Raf.
- Teucrium diversiflorum Moench[10]